# ایکالاماونی (بخش)
ایکالاماونی (به لاتین: Ikalamavony) یک بخش‌های ماداگاسکار در ماداگاسکار است که در هائوته ماتسیاترا واقع شده‌است.